# Aki Heiskanen
Aki Heiskanen (* 13. Dezember 1978) ist ein finnischer Poolbillardspieler. Er wurde 2006 Vizeeuropameister in der Disziplin 8-Ball.

## Karriere
2001 wurde Heiskanen im 8-Ball erstmals finnischer Meister. Bei der 9-Ball-Weltmeisterschaft 2001 schied er hingegen als Achtplatzierter seiner Gruppe in der Vorrunde aus. Im Dezember 2001 gewann er bei den Finland Open, einem Turnier der Euro-Tour, die Bronzemedaille. 2003 wurde er erneut finnischer 8-Ball-Meister. Bei der Europameisterschaft 2003 kam er im 14/1 endlos auf den 33. Platz. Nachdem er 2004 und 2005 den finnischen Meistertitel im 14/1 endlos gewonnen hatte, gelang ihm bei der EM 2006 im 8-Ball der Einzug ins Finale, in dem er dem Deutschen Oliver Ortmann mit 8:10 unterlag. Darüber hinaus wurde er 2006 finnischer Meister im 8-Ball.
Bei der 8-Ball-WM 2007 schied er mit nur einem Sieg in der Vorrunde aus. Bei der finnischen Meisterschaft 2007 gewann er erstmals zwei Titel (8-Ball und 14/1 endlos), von denen er einen (14/1 endlos) im folgenden Jahr erfolgreich verteidigen konnte. Bei der EM 2009 erreichte er im 14/1 endlos und im 8-Ball das Viertelfinale. 2010 wurde er finnischer Meister im 8-Ball. Im März 2012 zog er beim 9-Ball-Wettbewerb der Europameisterschaft ins Halbfinale ein, in dem er dem Schweden Marcus Chamat mit 4:9 unterlag. Bei der 9-Ball-WM 2012 erreichte er die Runde der letzten 64. Zudem wurde er 2012 finnischer Meister im 14/1 endlos und im 9-Ball.
Bei der EM 2013 erreichte er im 8-Ball die Runde der letzten 32. Ein Jahr später zog er im 9-Ball ins Achtelfinale ein und unterlag dort dem Niederländer Huidji See mit 8:9. In den drei anderen Disziplinen war er in der Runde der letzten 32 ausgeschieden. Bei der finnischen Meisterschaft gewann er 2014 die Titel im 14/1 endlos und 9-Ball. Bei der Europameisterschaft 2015 erreichte er das Achtelfinale im 14/1 endlos und das Viertelfinale im 10-Ball, in dem er dem Spanier Francisco Díaz-Pizarro mit 6:8 unterlag. Darüber hinaus wurde er 2015 zum sechsten Mal finnischer 8-Ball-Meister.
Mit der finnischen Nationalmannschaft wurde Heiskanen 2012 EM-Dritter. Bei der Team-Weltmeisterschaft war er zweimal Teil der finnischen Mannschaft, mit der er 2010 und 2012 das Achtelfinale.

## Erfolge
| Finnischer 8-Ball-Meister:      | 2001, 2003, 2006, 2007, 2010, 2015 |
| Finnischer 14/1-endlos-Meister: | 2004, 2005, 2007, 2008, 2012, 2014 |
| Finnischer 9-Ball-Meister:      | 2012, 2014                         |